# Meilenstein (Gundelfingen an der Donau)

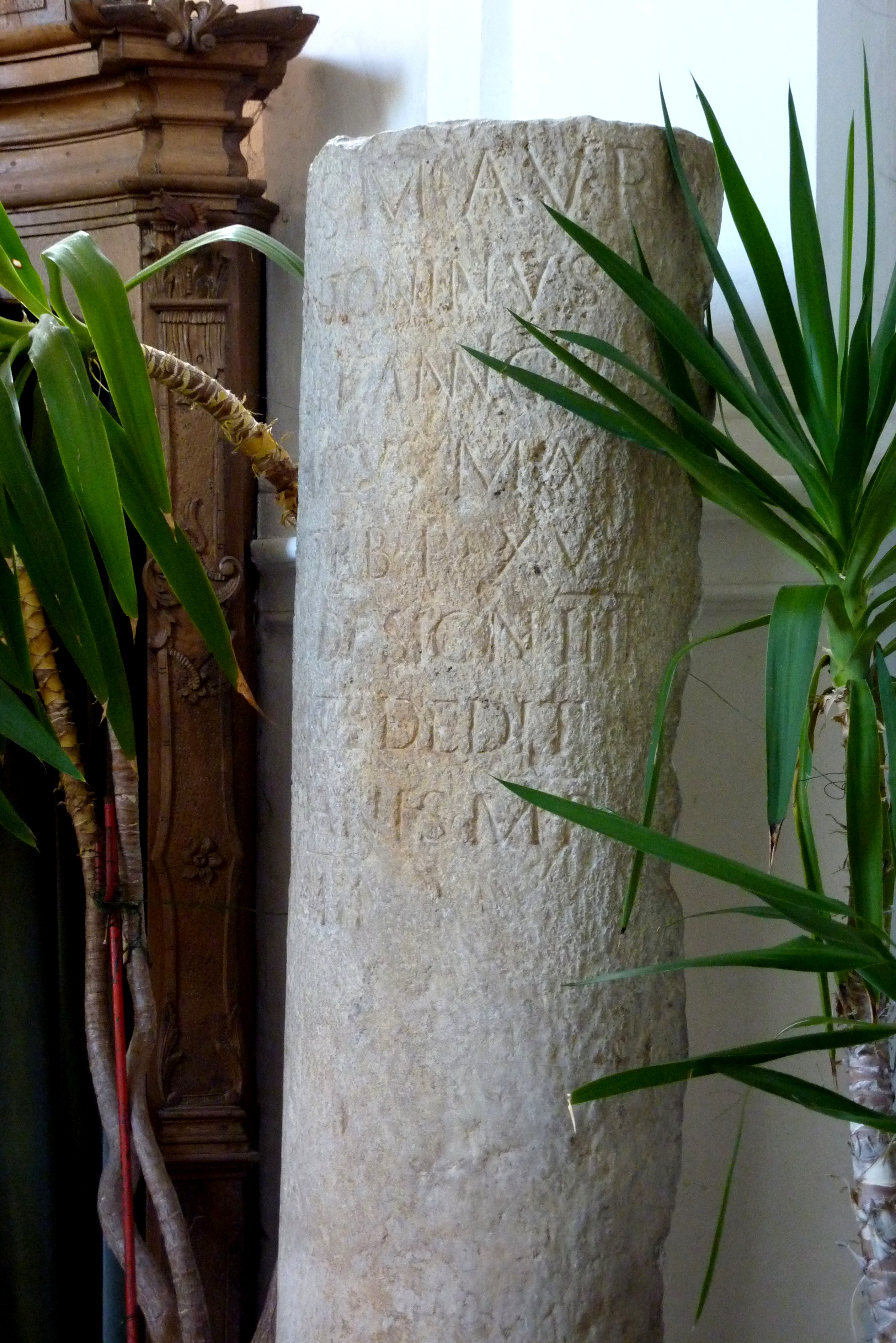
Meilenstein in Gundelfingen an der Donau

Der Meilenstein (lateinisch Miliarium) von Gundelfingen an der Donau, einer Stadt im Landkreis Dillingen an der Donau im bayerischen Regierungsbezirk Schwaben, steht heute in einer Kapelle der dortigen katholischen Pfarrkirche St. Martin.
Der römische Meilenstein aus dem Jahr 212 n. Chr. wurde 1981 bei Grabungen in der Kirche entdeckt. In seiner Inschrift wird Phoebianis erwähnt, der römische Name für Faimingen.

Die Transkription der Inschrift lautet: 

„[Imp(erator) Caes(ar)] M(arcus) Au[r(elius)] / [Severus Antoninus] / [Pius Aug(ustus) Britannicus] / [max(imus) Pa]r[t]h[icus max(imus)] / [pont(ifex) max(imus)] tr[i]b(unicia) [pot(estate) XV] imp(erator) / [III co(n)s(ul) de]signatus IIII / [vias et] pontes dedit / [a P]hoebian(is) / [m(ilia)] p(assuum) IIII“